# 금곡동 율리 바위그늘유적
금곡동 율리 바위그늘유적(金谷洞 栗里 巖陰遺蹟)은 부산광역시 북구 금곡동에 있는, 석기시대의 유적이다. 2013년 9월 25일 부산광역시의 기념물 제63호로 지정되었다.

## 개요
금곡동 율리 바위그늘유적은 낙동강을 사이에 두고 김해평야와 마주보고 있는 금정산 서쪽 능선 아래쪽에 자리 잡고 있다. 유적 뒤편에는 높이 6m 내외의 암벽이 병풍처럼 길게 둘러싸고 있는데, 유적의 보존상태는 양호하며 특별한 훼손없이 당시 모습을 잘 보여주고 있다.
1972년 12월부터 1973년 1월 사이에 부산대학교박물관에서 발굴조사를 실시하여 바위그늘 내부에 조성된 3개의 야외노지(野外爐址)와 바위그늘 바깥의 적석유구(積石遺構) 1기를 확인하였다. 바위그늘 아래쪽으로는 즐문토기 등이 포함된 패총이 형성되어 있었으나, 발굴조사로 인해 지금은 바위그늘유적만 남아 있다.
바위그늘 내부와 패총에서는 신석기시대 후기~말기 단계의 즐문토기류와 함께 마제석부(磨製石斧), 지석, 석착(石鑿), 마제석촉(磨製石鏃) 등이 출토되었는데, 출토 유물로 볼 때 신석기 후기부터 청동기시대까지 거주 공간으로 이용되었던 것으로 추정된다.
이 유적은 바위그늘주거와 패총이 복합된 유적으로 규모, 입지, 출토유물 등으로 볼 때 굴 등 어패류를 획득하기 위한 임시 거주지로 추정되지만, 유적 입지의 특수성이나 자안패형(子安貝形) 토제품, 타원형 토제품 등 일상용품과는 다른 성격의 유물이 출토된 것으로 보아 의례공간(儀禮空間)으로 사용되었을 가능성도 있다.
금곡동 율리 바위그늘유적은 신석기시대 말기를 대표하는 유적으로 신석기시대에서 청동기시대로 이어지는 과도기의 문화양상과 당시의 생활문화를 이해하는데 매우 중요한 유적이다. 특히, 부산은 강과 해안을 끼고 있어 패총유적이 많은 편이지만, 이처럼 산지의 바위를 중심으로 형성된 유적은 전국적으로도 율리 바위그늘유적이 유일하다.

## 참고 문헌
- 금곡동 율리 바위그늘유적 - 국가유산청 국가유산포털